# Alec Georgen
Alec Georgen (Clamart, 1998. szeptember 7. –) korosztályos francia válogatott labdarúgó, a Concarneau játékosa kölcsönben az Auxerre csapatától.

## Statisztika
| Klub                | Szezon   | Bajnokság | Bajnokság | Kupa  | Kupa  | Nemzetközi | Nemzetközi | Összesen | Összesen |
| Klub                | Szezon   | Mérk.     | Gólok     | Mérk. | Gólok | Mérk.      | Gólok      | Mérk.    | Gólok    |
| ------------------- | -------- | --------- | --------- | ----- | ----- | ---------- | ---------- | -------- | -------- |
| Paris Saint-Germain | 2015–16  | 0         | 0         | 0     | 0     | –          | –          | 0        | 0        |
| Összesen            | Összesen | 0         | 0         | 0     | 0     | 0          | 0          | 0        | 0        |

## Sikerei, díjai

### Klub
- Paris Saint-Germain
  - Francia ligakupa: 2016–17

### Válogatott
- Franciaország U17
  - U17-es labdarúgó-Európa-bajnokság: 2015